# Aleksei Nemov
Aleksei Nemov (în rusă Алексей Немов; n. 28 mai 1976, Barashevo⁠(d), Tengushevsky District⁠(d), RSFS Rusă, URSS) este un gimnast artistic ce a reprezentat Rusia, medaliat olimpic. A participat la 3 ediții ale Jocurilor Olimpice (1996, 2000, 2004) în care a câștigat 4 medalii de aur, două medalii de argint și 6 medalii de bronz.